# فونتنت (ایندیانا)
فونتنت (به انگلیسی: Fontanet) یک منطقهٔ مسکونی در ایالات متحده آمریکا است که در شهرستان ویگو، ایندیانا واقع شده‌است. فونتنت ۱۸۲ متر بالاتر از سطح دریا واقع شده‌است.